# Ryszard Ługowski
Ryszard Ługowski (ur. 1955) – polski artysta współczesny. Uprawia malarstwo, rzeźbę, rysunek, instalację i performance. Mieszka w Warszawie.

## Życiorys
Ukończył studia w Akademii Sztuk Pięknych w Warszawie, gdzie w 1982 uzyskał dyplom na Wydziale Malarstwa. Od 1984 związany jest z macierzystą uczelnią. Obecnie pracuje tam jako adiunkt na Wydziale Grafiki. Od 1990 kierował warszawską Galerią Kuchnia. Jest ona obecnie częścią Galerii XX1 (dawna Galeria Rzeźby), nad którą Ryszard Ługowski przejął kierownictwo w 2001. Zatrudniony jest również w Instytucie Sztuk Pięknych na Wydziale Pedagogicznym i Artystycznym Uniwersytetu Jana Kochanowskiego w Kielcach. W 2013 otrzymał tytuł profesora sztuk plastycznych.
Brał udział w polsko-hiszpańsko-niemieckim programie międzynarodowych spotkań artystycznych „Projekt Visum”. W 1989 był laureatem I nagrody „Krytycy o nas” Sopot, Ogólnopolskiej Wystawy Malarstwa, a w 1994 konkursu na projekt rzeźby do Parku Narodowego w Müritz w Niemczech. W 1996 został zaproszony do najnowszej edycji konkursu w Müritz jako juror.
Jego prace znajdują się w zbiorach Galerii Studio w Warszawie, w Muzeum Sztuki w Chełmie, Kolekcji BWA w Sandomierzu, Kolekcji ASP w Warszawie, w Parku Narodowym w Müritz, w Muzeum im. M. Chagalla w Witebsku, w Centrum Rzeźby Polskiej w Orońsku, kolekcjach prywatnych w Polsce, Niemczech, Australii, Stanach Zjednoczonych i na Węgrzech.
Wielokrotny stypendysta Ministerstwa Kultury i Sztuki (1982, 1987, 1993, 2004) oraz Fundacji Kultury w 1996 i jednorazowego stypendium Jana Wierusza-Kowalskiego w 1981. Uczestniczył w wielu sympozjach dotyczących sztuki i ekologii, m.in.: Wigry 1990, 1991, 1992, organizowanych przez Ryszarda Winiarskiego. Jest założycielem i członkiem Koła Naukowego Pracowników ASP w Warszawie.
Obecnie realizuje wieloletni projekt artystyczny: Centrum Inwigilacji Astronomicznych. W latach 1990–1995 realizował razem z Wojciechem Majewskim szereg wideo performance. Współorganizator i uczestnik cyklu wystaw Faunomania, które były prezentowane w Centrum Rzeźby w Orońsku, Borey Art. Center w Petersburgu i Galerii RLBQ w Marsylii. W 1998 założył fikcyjną firmę ERES s.c., której działalność i projekty prezentuje na kolejnych wystawach.
W 2010 został odznaczony Brązowym Medalem „Zasłużony Kulturze Gloria Artis”.

## Wybrane wystawy

### Wystawy indywidualne
- 1984: Galeria Studio, Warszawa; Galeria Foto-Medium Art., Wrocław;
- 1986: Galeria Wieża, Warszawa;
- 1987: Galeria Dziekanka, Warszawa;
- 1988: Galeria Młodych, Warszawa;
- 1989: Galeria na Pięknej, Warszawa; Galeria Stodoła, Warszawa; Art. Meeting, Kazimierz Dolny; Galeria 72, Chełm; Galeria Rzeźby, Warszawa;
- 1990: Galeria Stodoła, Warszawa; Galeria Rzeźby, Warszawa; Galeria Bruch und Still, Berlin;
- 1991: Galeria AT Poznań; Galeria GR, Grójec; Galeria Rzeźby, Warszawa; Galeria Biała, Lublin;
- 1992: Galeria Labirynt 2, BWA Lublin; IFA Galerie, Bonn; Galeria Biblioteka, Legionowo; Galeria Awangarda, BWA Wrocław; Galeria Rzeźby, Warszawa;
- 1993: Galeria Kornhaus, Kirscheim; Galeria Rzeźby, Warszawa; Galeria Biblioteka, Legionowo;
- 1994: Galeria 3A, Warszawa; Galeria Biblioteka, Legionowo; Park Narodowy, Müritz; Galeria Studio, Warszawa; Galeria GR, Grójec;
- 1995: Galeria Dziekanka, Warszawa; Galeria Biała, Lublin;
- 1996: Muzeum M. Chagalla, Witebsk; Galeria Działań, Warszawa; Galeria BWA, Sandomierz; Galeria AT, Poznań; Galeria Rzeźby, Warszawa;
- 1997: Muzeum Białoruskiego Drukarstwa, Połock; Muzeum M. Chagalla, Witebsk; Galeria Rzeźby, Warszawa;
- 1998: Galeria Stefan Szydłowski, Warszawa;
- 1999: Galeria Rzeźby, Warszawa;
- 2003: Galeria Labirynt, Lublin; Galeria XX1, Warszawa; Galeria Amfilada, Szczecin;
- 2004: Muzeum Ziemi Lubuskiej, Zielona Góra.

### Wystawy zbiorowe
- 1987: Galeria EL, Elbląg;
- 1988: Centrum Sztuki Współczesnej, Warszawa;
- 1989: Galeria Studio, Warszawa; Centrum Sztuki Współczesnej, Warszawa; Galeria BWA, Sopot;
- 1990: Centralne Muzeum Włókiennictwa, Łódź; Galeria Studio, Warszawa; BWA, Łódź; Galeria 72, Chełm; Galeria BWA, Zielona Góra; Galeria Stodoła, Warszawa; Międzynarodowy Festiwal Sztuki, Lwów; Galeria BWA, Lublin;
- 1991: Galeria Rzeźby, Warszawa; Międzynarodowy Festiwal Performance, Gdańsk, Sopot; Galeria Zachęta, Warszawa; Galeria 72, Chełm;
- 1992: Galeria BWA, Szczecin;
- 1993: Galeria EL, Elbląg; Galeria BWA, Szczecin; Festiwal Sztuki, Grójec; Galeria Biała, Lublin;
- 1994: Galeria Centrum BWA, Katowice; Galeria Arsenał BWA, Poznań; Muzeum Akademii Sztuk Pięknych, Warszawa;
- 1995: Galeria Studio, Warszawa; Galeria BWA, Sandomierz;
- 1996: Muzeum M. Chagalla, Witebsk; Instytut Polski, Sztokholm;
- 1997: Biblioteka Miejska, Kassel; Galeria Aula ASP, Warszawa; Centrum Rzeźby Polskiej, Orońsko; Galeria Szósta Linia, Mińsk, Białoruś;
- 1998: Galeria Amfilada, Szczecin; Galeria Aula ASP, Warszawa; Galeria Studio, Warszawa; Galeria Szósta Linia, Mińsk, Białoruś; Muzeum Sztuki, Witebsk; Borej Art. Center, Petersburg;
- 1999: Galeria BWA, Kielce; Galeria Stefan Szydłowski, Warszawa; Galeria Expo, Blenod-les-Pont-a-Mousson; Gelerie d’Ecole Superieure des Beaux-Arts, Marsylia; Villa Valcampana, Macerata; Centrum Rzeźby Polskiej, Orońsko;
- 2002: Galeria Aspekt (Muzeum Akademii), Warszawa; Galeria BWA, Jelenia Góra; Galeria BWA, Zielona Góra;
- 2003: Galeria Arsenał, Poznań; Galeria XX1, Warszawa; Galeria Program, Warszawa; Borej Art Center, St.Petersburg; Galeria Baszta Czarownic, Słupsk.
- 2005: Aria dla Leona (instalacja, performance), Galeria Aspekt, ASP Warszawa; Program Repositum (instalacja), Akademicka Galeria Sztuki, Kielce.
- 2006: Morze spokoju (video, instalacja), Galeria Aspekt, ASP Warszawa; Drugie Morze Spokoju (video, instalacja) Galeria XX1 Warszawa; Zapis odcinka długości 442 cm z trajektorii pocisku, który zmienił losy świata, Galeria Stefana Szydłowskiego, Warszawa; Podwójny zapis (instalacja), Galeria Patio, Warka.
- 2007: Luna, czyli panna młoda w żałobie (instalacja, preformance), Galeria XX1, Warszawa.
- 2008: Gwiazdy Ricarda, galeria 3a, ASP w Warszawie; Performance Galeria Manhattan.
- 2009: Między ziemią a piekłem (video, instalacje), Bałtycka Galeria Sztuki Współczesnej, Baszta Czarownic, Słupsk; Archeologia czasoprzestrzeni (obiekt, akcja w przestrzeni publicznej), w ramach festiwalu Transform nad Wisłą; La Luńa (performance) XVII Festiwal Małych Form Artystycznych, Nowy Sącz.